# Do U Play?
Do U Play? fue un programa de televisión dedicado al mundo de los videojuegos que comenzó su emisión en el canal regional madrileño Onda 6 el 14 de noviembre de 2004, pasando posteriormente a emitirse hasta en 42 canales del Grupo Vocento (Punto TV) de toda España hasta febrero de 2006.

## Historia
En sus 25 minutos de duración tenían cabida noticias, reportajes a pie de calle o temáticos, análisis de los últimos lanzamientos, ranking de juegos preferidos por la audiencia, etc., además de otras secciones que fueron cambiando a lo largo de los meses.
Dirigido desde sus comienzos por Nacho Niño y producido por Digital Frames (actualmente denominada Game TV), el equipo inicial del programa estuvo compuesto por Lydia Morán (presentadora); Carlos Felices y María Clemente (realización) y Guadalupe Domínguez, Almudena Rivera, Carlos J. González, Ramón Toral y Ramsés López (redacción). 
Posteriormente se fue contando como presentadora con Mercedes Gil, Guadalupe Domínguez y en octubre de 2005, con Berta Collado, además de Abir Rebollo en la realización y Rafa Vico en labores de redacción. A lo largo de su año y medio ininterrumpido en antena, contó con las voces de gran parte del equipo, así como la de Patricia Dan. Se llegaron a realizar 67 programas.
Parte del equipo, tras el final del programa, comenzó un nuevo proyecto de formato similar, Insert Coin, en AXN.